# Malawische Botschaft in Berlin

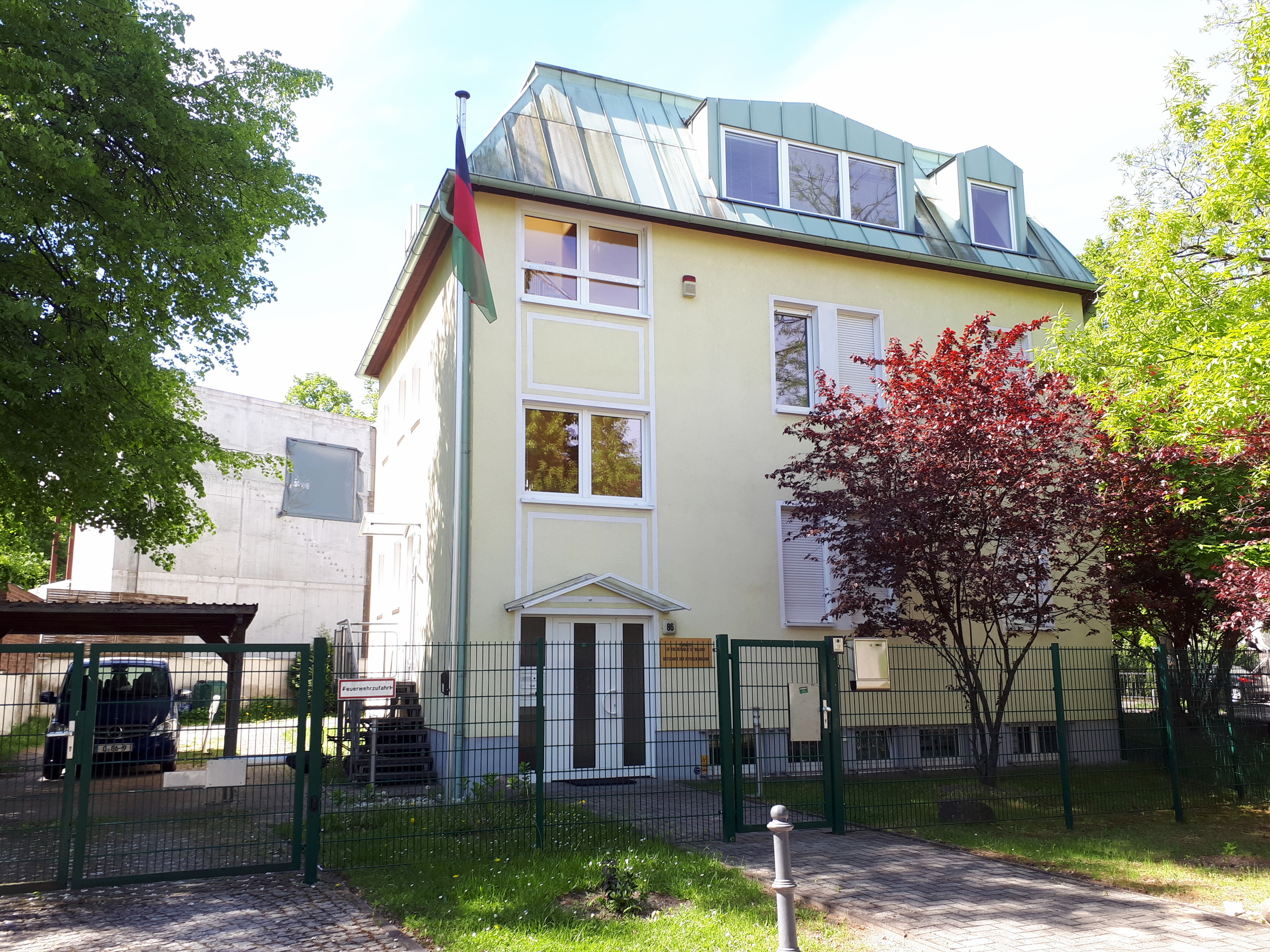
Botschaftsgebäude Westfälische Straße 86 in Berlin-Wilmersdorf

Die malawische Botschaft in Berlin ist die diplomatische Vertretung Malawis in Deutschland. Das Botschaftsgebäude befindet sich in der Westfälischen Straße 86 im Berliner Ortsteil Wilmersdorf des Bezirks Charlottenburg-Wilmersdorf. Botschafter ist seit dem 14. Dezember 2021 Joseph Mpinganjira.

## Geschichte
Im Jahr der Unabhängigkeit nahm die Republik Malawi 1964 diplomatische Beziehungen zur Bundesrepublik Deutschland auf. 1986 wurde in der Mainzer Straße 124 in Bonn eine Botschaft eröffnet. Zur DDR bestand kein diplomatischer Kontakt. Im November 2001 wurde im Regus Business Center am Kurfürstendamm 208 in Charlottenburg eine neue Außenstelle eröffnet. 2002 konnte der Neubau der Botschaft in der Westfälischen Straße bezogen werden.

## Baugeschichte
Für die Planung und den Bau der Botschaft wurde die NOVA Bauträger- und Verwaltungs-GmbH beauftragt. Der Bau erfolgte in den Jahren 2001 und 2002.

## Architektur
Das Botschaftsgebäude erhebt sich über einem fünfeckigen Grundriss. Das Bauwerk besteht aus einem Kellergeschoss, zwei vollwertigen Obergeschossen und einem Mansarddach. Die Doppelfenster an allen Fassadenfronten sind hochrechteckig. Weiße Linien und Putzfelder rahmen die Fenster. Das Dach ist mit Metallplatten gedeckt und Richtung Blüthgenstraße durch Dachgauben geöffnet. Das Konsulat befindet sich im Hochparterre, die Botschaft im ersten Obergeschoss des Gebäudes. Im ausgebauten Dachgeschoss ist ein Veranstaltungsraum.

## Botschafter
- 2015–2021: Michael Barth Kamphambe-Nkhoma[1]
- seit 2021: Joseph Mpinganjira[2]